# Centro Alentejo
Centro Alentejo (port. Centro Alentejo ComUrb) – pomocnicza jednostka administracji samorządowej. W skład zespołu wchodzi 16 gmin (posortowane według liczby mieszkańców): Évora, Élvas, Montemor-o-Novo, Estremoz, Vendas Novas, Reguengos de Monsaraz, Vila Viçosa, Campo Maior, Borba, Arraiolos, Redondo, Portel, Alandroal, Mora, Viana do Alentejo oraz Mourão. W roku 2001 populacja zespołu wynosiła 204 798 mieszkańców. Stolica oraz największym miastem jest Évora.